# Петко Стоянов (генерал)
Вижте пояснителната страница за други личности с името Петко Стоянов.
Петко Стоянов Стоянов е български комунист, офицер, генерал-лейтенант.

## Биография
Роден е на 15 декември 1912 г. в белоградчишкото село Толовица. Баща му умира през 1914 г., а майка му през 1920 г. Завършва основно и прогимназиално образование във Видин на издръжка на пансиона „За сираци пострадали от войни“. През 1929 г. се записва в Техническото училище в Луковит, където завършва 4-ти и 5-и клас. От 1931 г. се презаписва в Техническото училище в София. Арестуван на два пъти през 1933 и 1934 г. От 1932 г. е член на РМС, а от 1934 г. е член на БКП. През 1934 г. започва работа в Мина „Перник“. Уволнен е от там на следващата година и интерниран в родното си село за 6 месеца. По указание на БКП заминава за Москва през 1935 г., където до 1938 г. учи в Международната ленинска школа. Завръща се в България през 1938 г. и започва работа в мина Бургас. През 1940 г. отново е въдворен в родното си село след провал на партийна конференция. След това започва работа като техник в общината в Горна Оряховица. По това време е секретар на ОК на РМС в града. Арестуван от полицията през 1942 г. и осъден на затвор. Заради поведението си в полицията е изключен от БКП.
Излиза на свобода на 9 септември 1944 г. и е реабилитиран и назначен за секретар на Градския комитет на БКП в Горна Оряховица. След това е инструктор на Окръжния комитет на БКП. От август 1945 г. е областен началник на Народната милиция в Плевен, а след това е на същата длъжност в Бургас. От 1949 г. е началник на Окръжното управление на МВР-Бургас. Между 1950 и 1953 г. е заместник-директор на Дирекция „Народна милиция“. От 1953 до май 1954 г. е директор на Народната милиция. От 14 септември 1954 г. е генерал-майор. Между май 1954 и 1957 г. отново е заместник-директор на Народната милиция. В периода 1957 – 1963 г. е директор на Народната милиция. През 70-те години е в групата за контрол и помощ при МВР. Умира в София.